# 北海民友新聞
北海民友新聞（ほっかいみんゆうしんぶん）は、株式会社北海民友新聞社が、北海道紋別市を中心としたオホーツク総合振興局管内の西紋地方で発行する地方新聞。
北海道地方新聞協会に加盟。日本新聞協会には非加盟。読売新聞社の地域紙記事写真配信サービス加盟社。
2015年の遠軽新聞（遠軽町）廃刊にともない、現在遠紋（西紋および遠軽地方）で発行されている唯一の日刊地域紙である。

## 概要
1921年（大正10年）に「北見紋別町誌」を執筆した新沼文治郎が1950年（昭和25年）11月3日、一般印刷業の「浩文舎新沼印刷所」創業に合わせて創刊した。当初は月6 - 8回刊で、のち日刊に移行した。
遠軽町方面へのエリア拡大指向があった1980年代まで、題字下の奥付に「遠紋広域圏の日刊紙」のキャッチフレーズを入れた時期があったが、現在は「西紋広域圏の日刊紙」をキャッチフレーズにしている。
現在は滝上町と遠軽町に通信連絡員を置き、紙面内容は紋別市と滝上町を中心に西紋5市町村をカバー。日刊（週6回刊・月曜付休刊）で月極め購読料は3,000円、面建てB3判変形4ページ。不定期でカラー印刷紙面となることがある。
紋別市内の紋別市街地および渚滑地区に本社新聞販売グループ直営の専売店を置くほか、紋別市と滝上町の新聞販売店5店舗（紋別市上渚滑、小向、沼の上および滝上町滝上、濁川）で販売している。発行部数は公称4,800部（2016年4月現在）である。
さらに2016年4月1日から、電子出版ポータルサイト「イー新聞」を利用した有料の電子版紙面配信事業、および全国コンビニエンスストア（セブンイレブン、ローソン、ファミリーマート、サークルKサンクス）での紙面プリントサービスを開始した。
戦前の小樽市で発行されていた『北海民友新聞』、および『十勝民友新聞』から改題して1960年代から1970年代にかけて帯広市で発行されていた『北海民友新聞』とは関係ない。

## 本社
- 北海道紋別市南が丘町2丁目15番6号

## ほわいとぺっぱー
紋別市を中心に、西紋地方と遠軽地方計8市町村の観光・イベント情報を中心とした隔週刊フリーペーパー「ほわいとぺっぱー」を、2007年10月から発行している。当初は冊子形式で、2012年8月から新聞形式に変更した。面建てB3判変形4ページで、全面カラー印刷。発行部数は25,000部。
創刊10年目の2016年には、紋別市街地で10,200部を各戸宅配しているほか、紋別市渚滑、上渚滑、滝上町濁川の3市街地で北海民友新聞本紙に折り込み。また、西紋地方の商店・宿泊施設などに12,305部を置いているほか、遠軽地方の遠軽町市街地および遠軽町、湧別町、佐呂間町の3町にも合わせて2,000部を各戸宅配と宿泊施設などへの置本で配布している。